# Chromis viridis

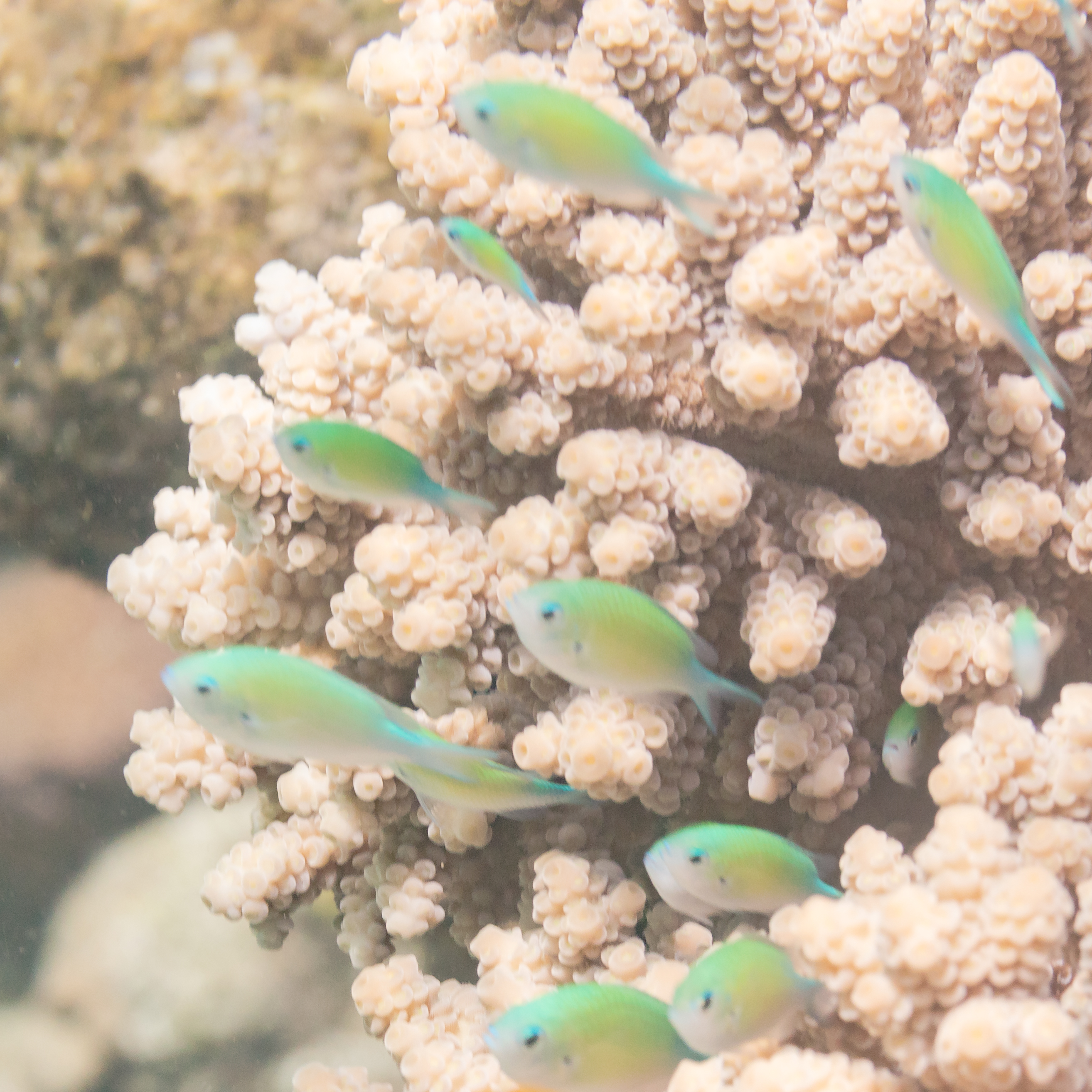
Grupo de C. viridis en colonia de coral de Acropora hemprichii.

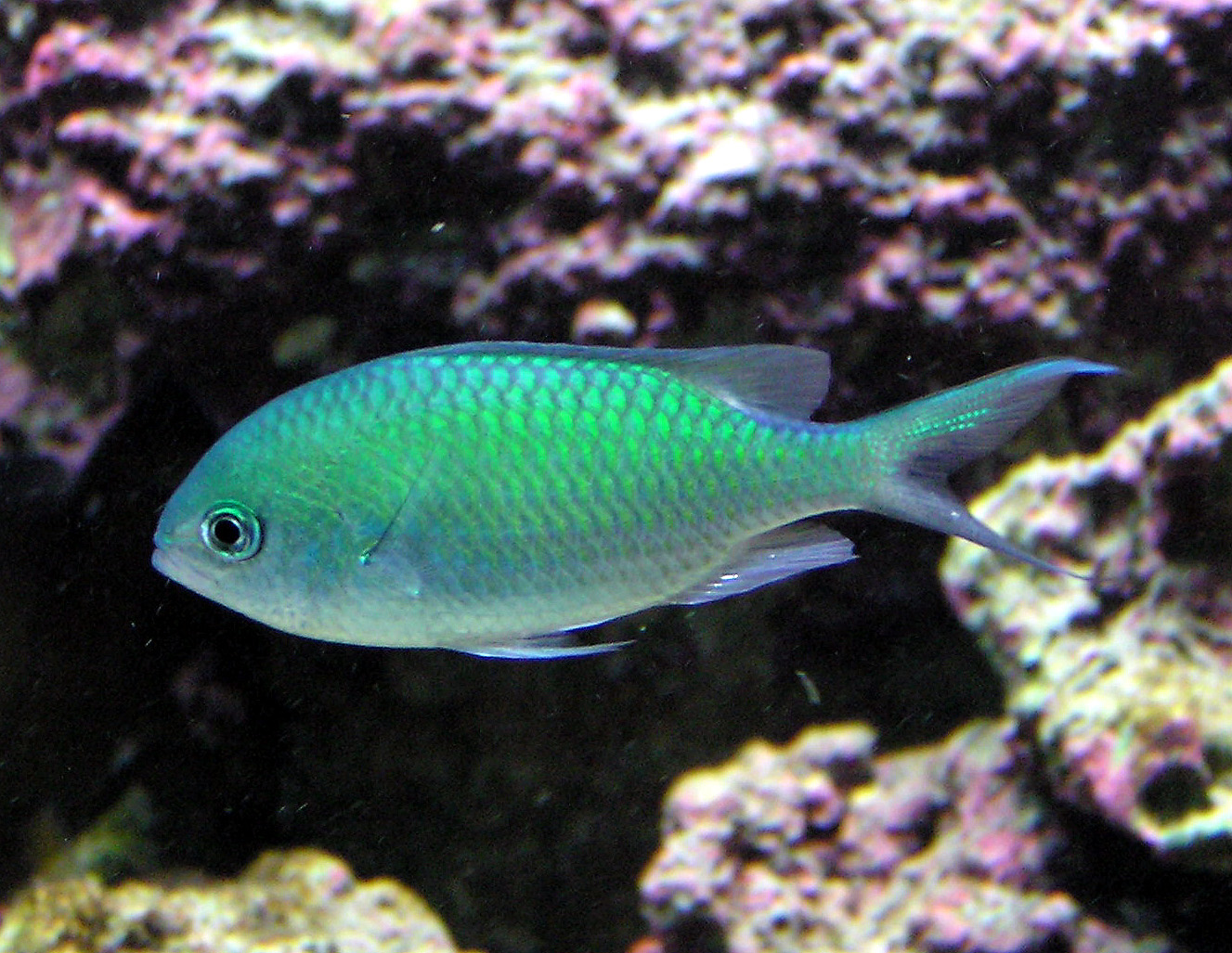
C. viridis en el Zoo Aquarium de Bristol, Inglaterra.

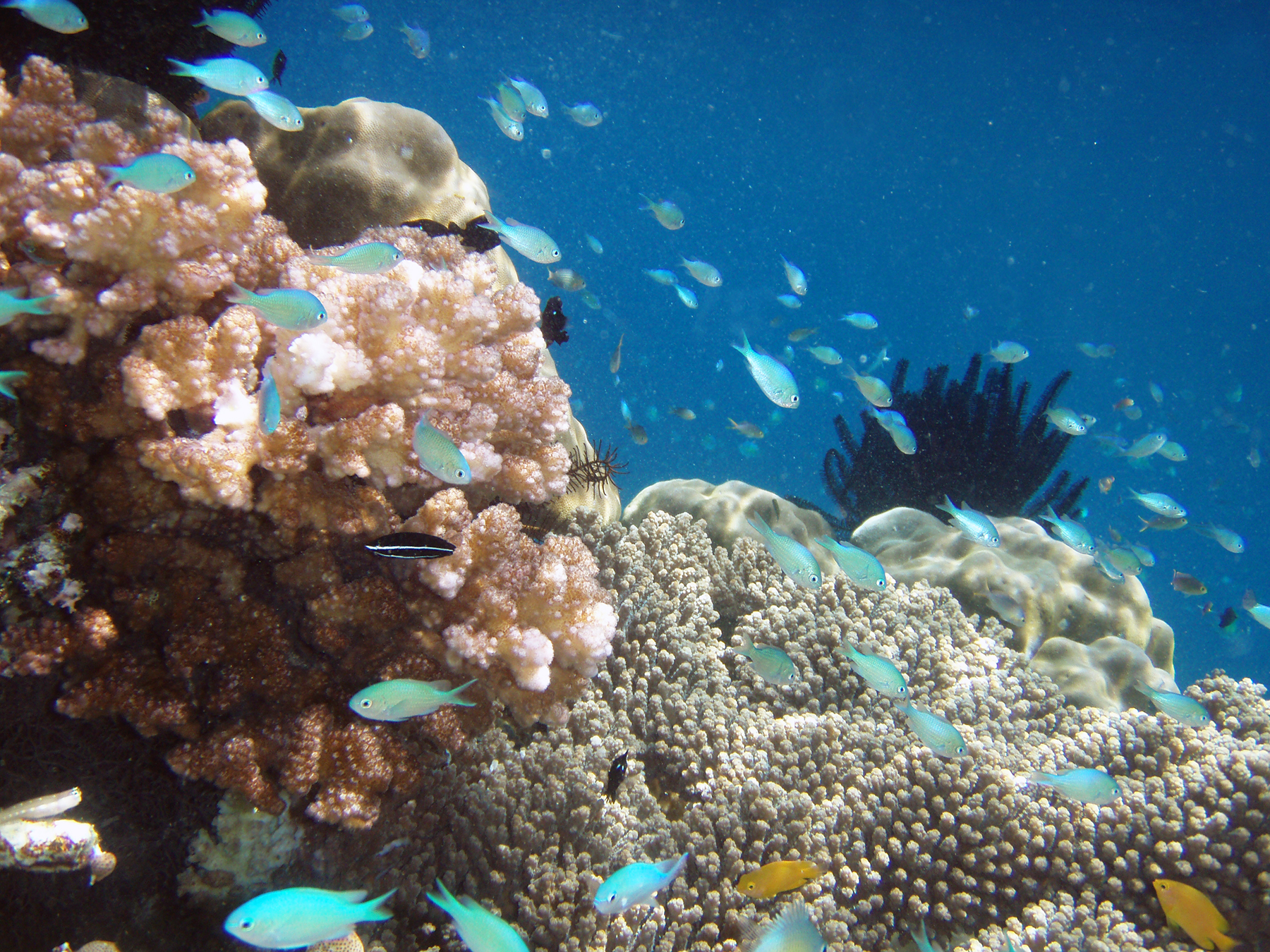
C. viridis en acuario de las Islas Raja Ampat, Indonesia.

La damisela verde o castañuela verde (Chromis viridis) es una especie de peces de la familia Pomacentridae.

## Morfología
Los machos pueden llegar alcanzar los 8 cm de longitud total.
Su coloración principal es verde claro con zonas azuladas e iridiscencias. Durante su crecimiento varían su coloración en esta gama.

## Alimentación
Especie omnívora que se adapta a gran variedad de alimentos. En su hábitat se alimenta de plancton que recoge de zonas con fuertes corrientes.

## Reproducción
C. viridis es ovíparo y realiza las puestas tanto entre las rocas como en agujeros excavados en el sustrato. El macho dominante se encarga de airear la puesta, que defenderá violentamente de cualquier intruso, y
cuando nidifica se vuelve amarillo, pero salvo esta diferencia, la especie no presentan dimorfismo sexual.

## Hábitat
Se suele encontrar en aguas marinas poco profundas hasta los 12 metros de profundidad, en zonas costeras al cobijo de lagunas del arrecife y protegidos en corales del género Acropora.

## Distribución geográfica
Se encuentra desde el Mar Rojo hasta las Islas de la Línea, las Tuamotu, las Islas Ryukyu y Nueva Caledonia.

## Mantenimiento
Chromis viridis es uno de los peces más populares en la acuariofilia marina, en gran parte debido a su aspecto colorido y, sobre todo, a la facilidad de cuidado, ya que está considerada como la especie de pez marino más fácil y resistente de mantener en cautividad.
Es una especie territorial y jerárquica que debe ser mantenida en grupo. Hay que introducir a la vez a todos los animales en su etapa juvenil, para que se conformen de manera natural sus posiciones en el orden jerárquico grupal. Sin embargo se mostrarán transigentes con otras especies del arrecife, salvo con otras especies de damiselas de coloración parecida.
Se debe proveer al acuario de rocas y grutas dónde puedan esconderse, recomendándose así mismo que el tanque no sea menor de 200 litros.
Aceptan todo tipo de alimento, tanto artemia y mysis, como escamas, granulado, algas, etc.
No se deben juntar con especies muy tímidas o lentas, porque,  debido a su gran rapidez, C. viridis no les dejarán comer.